# Melvira Oklamona
Melvira Oklamona (* 17. Oktober 1993) ist eine indonesische Badmintonspielerin. 

## Karriere
Melvira Oklamona siegte 2013 bei den Maldives International und den Indonesia International. Bei den Singapur International 2013 wurde sie Dritte, bei den Vietnam International 2014 Zweite.

## Sportliche Erfolge
| Saison | Veranstaltung                        | Disziplin | Platz | Starter                                       |
| ------ | ------------------------------------ | --------- | ----- | --------------------------------------------- |
| 2013   | Maldives International 2013          | WD        | 1     | Maretha Dea Giovani / Melvira Oklamona        |
| 2013   | Indonesia International 2013         | WD        | 1     | Maretha Dea Giovani / Melvira Oklamona        |
| 2014   | Bulgaria International 2014          | WD        | 3     | Mahadewi Istirani Ni Ketut / Melvira Oklamona |
| 2014   | Bahrain International Challenge 2014 | WD        | 3     | Mahadewi Istirani Ni Ketut / Melvira Oklamona |
| 2014   | Vietnam International 2014           | WD        | 2     | Melvira Oklamona / Melati Daeva Oktaviani     |
| 2015   | Singapore International 2015         | WD        | 2     | Melvira Oklamona / Rika Rositawati            |
| 2015   | Vietnam International Series 2015    | WD        | 3     | Melvira Oklamona / Rika Rositawati            |